# Церква Святого Миколая (Нове Село)
Церква Святого Миколая – збережена дерев’яна церква у селі Нове Село Комарнівської міської громади.

## Історія
Збудована завдяки пожертвам парафіян у 1923-1924 роках за проєктом архітектора Олександра Лушпинського. Від середини 1950-х до 1989 року була зачинена. Спочатку її використовували як склад мінеральних добрив, пізніше перетворили на сільський музей. У 1990-х рр. церква була відремонтована. У 2023 році коштом православних і греко-католицьких вірян було відреставровано фасад церкви.

## Інтер'єр
Розрахована на 350 осіб. Образи іконостасу стилістично нагадують роботи Антона Манастирського.

## Екстер'єр
Церква традиційна за формами, тризрубна, одноверха, з високим восьмериком на квадратній наві. Поряд з церквою з ініціативи отця Богдана Кравця та стараннями громади села у 2014 р. поставлено фігуру Матері Божої на камені, на якому стояв хрест, встановлений у 1864 р. на честь скасування панщини в Галичині. Ця пам’ятка також приурочена до 200-річчя від дня народження Т. Шевченка та пам’яті Героїв Небесної Сотні. Навпроти церкви є пам’ятник «Борцям за волю України», зведений у 1991 р. 

## Галерея

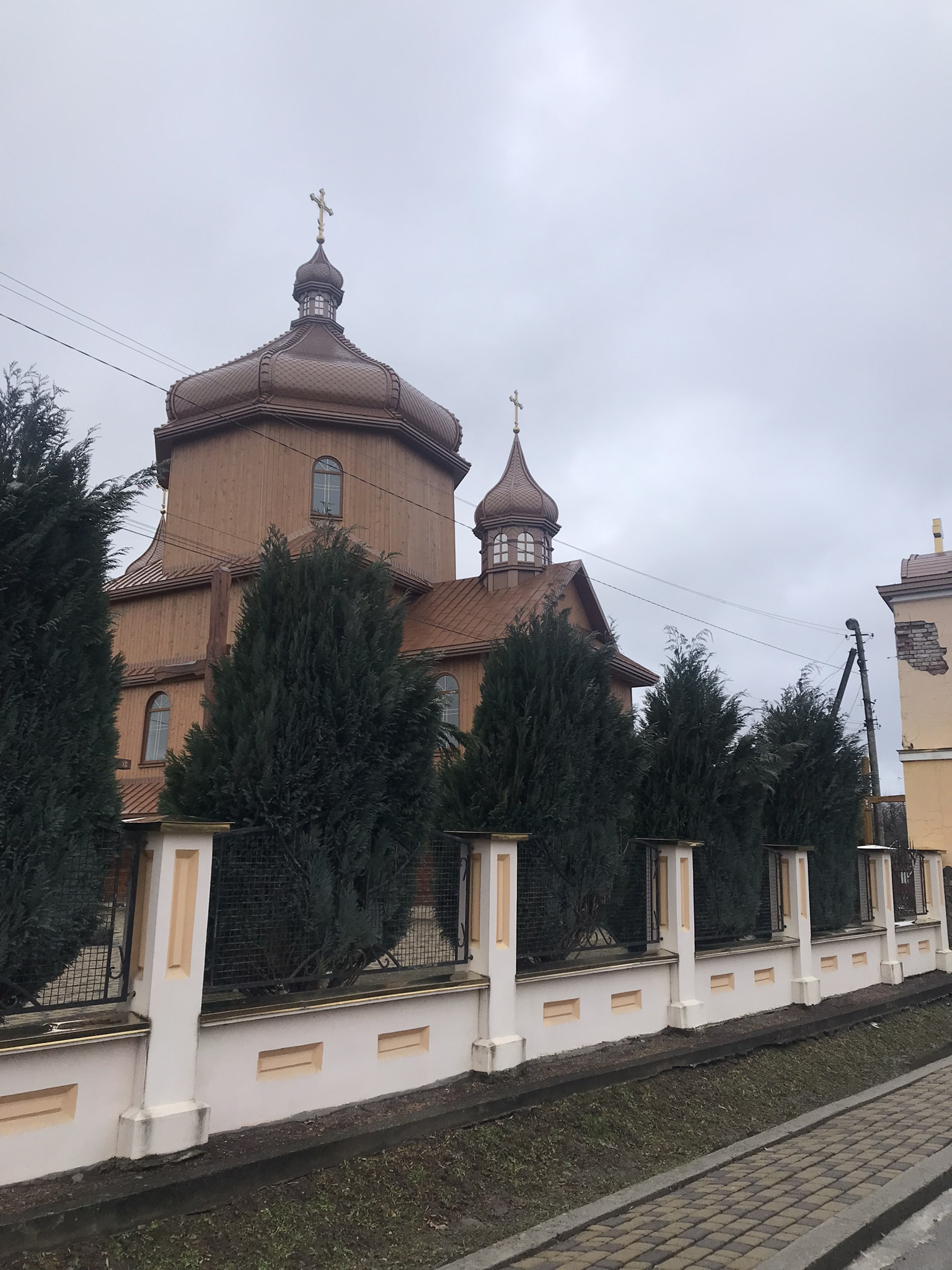
Церква Святого Миколая зі сторони автобусної зупинки
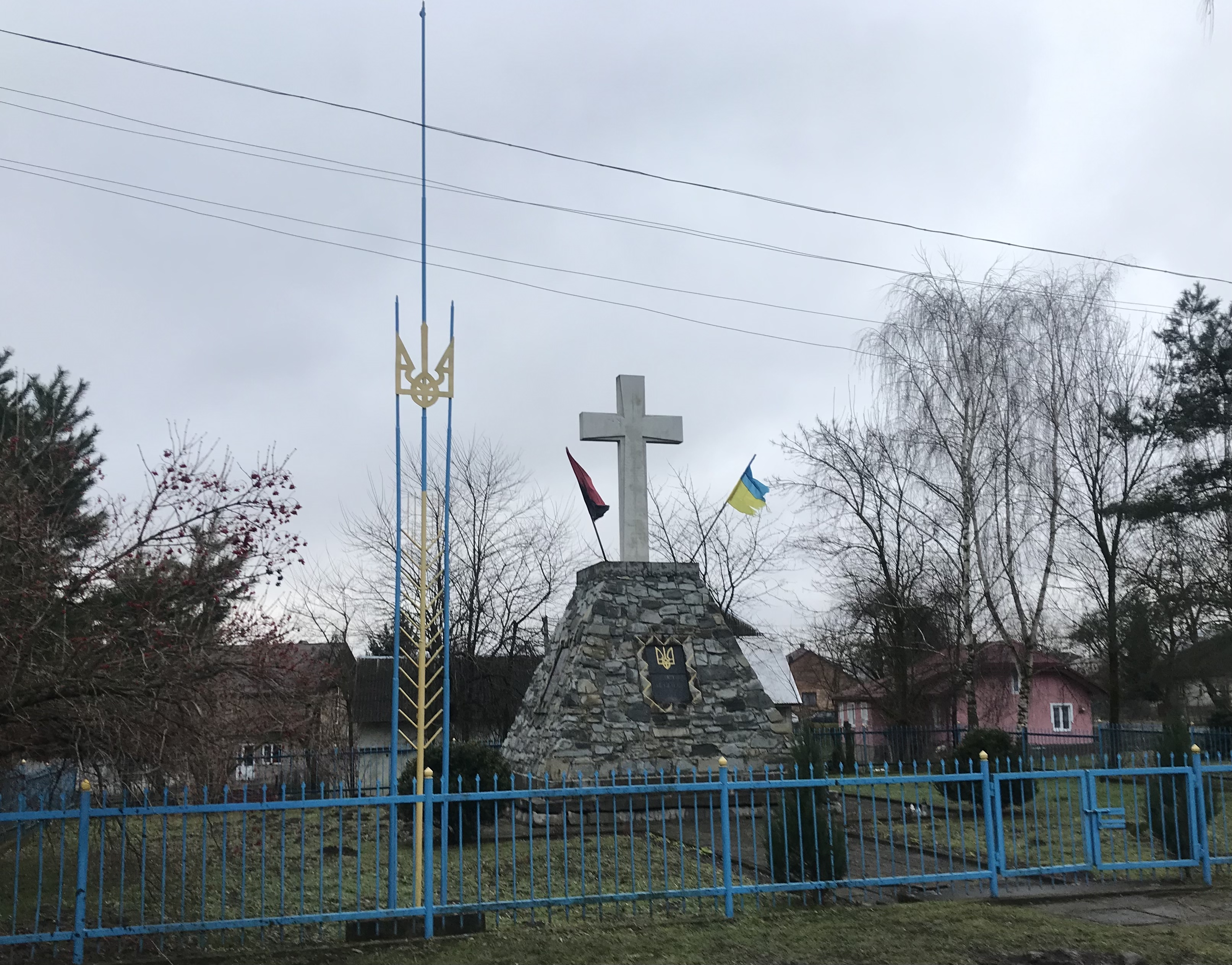
Пам’ятник «Борцям за волю України» навпроти церкви
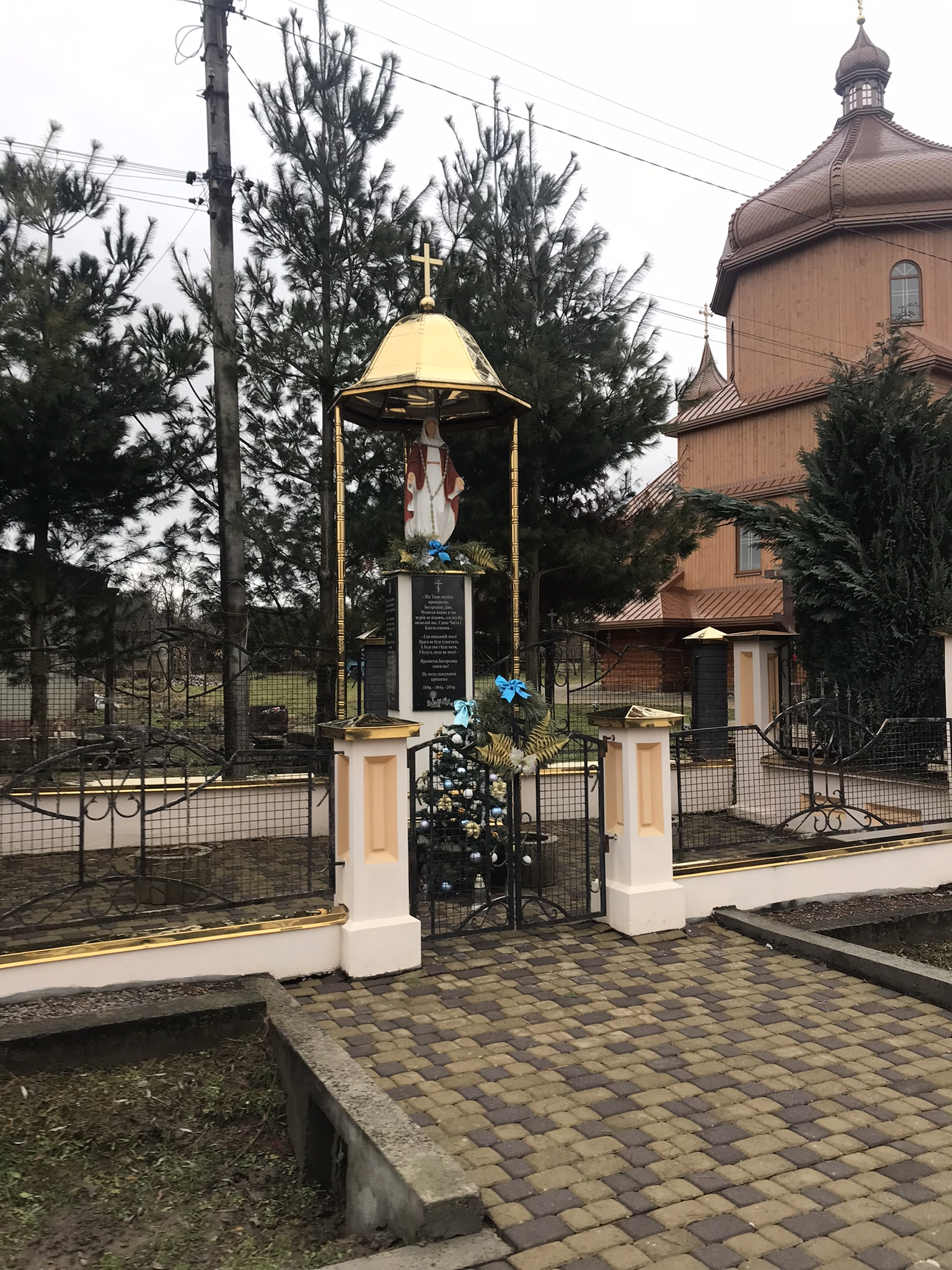
Фігура Матері Божої біля церкви